# Melanococca tomentosa
Melanococca tomentosa är en sumakväxtart som beskrevs av Carl Ludwig von Blume. Melanococca tomentosa ingår i släktet Melanococca och familjen sumakväxter. Inga underarter finns listade i Catalogue of Life.